# Johan Frederik Schlegel
Johan Frederik Schlegel, född 1817, död 1896, var en dansk advokat och ämbetsman. Han var gift med Regine Olsen. Schlegel var guvernör för Danska Västindien mellan 1855 och 1860.